# Шолохов, Андрей Борисович
Андре́й Бори́сович Шо́лохов — основатель и главный редактор российской общевузовской газеты «Вузовский вестник», электронной газеты vuzvesti.ru и альманаха «Высшая школа XXI века». Автор книг о генерале Михаиле Скобелеве. Автор книги «В поисках истины», 2020 год. Заслуженный работник культуры РФ, почетный работник высшей школы, лауреат премии правительства РФ в области образования.
Родился 23 сентября 1950 года в Москве в семье вузовского преподавателя и инженера. В 1972 году окончил МПИ (ныне Московский государственный университет печати), редакционно-издательский факультет, а в 1982 году Военно-политическую академию им. В. И. Ленина, отделение журналистики. Внучатый племянник художника Петра Ивановича Шолохова.
С 1973 года на журналистской работе в газетах, журналах («Техника и вооружение», «Советское военное обозрение»), издательстве сотрудником, заведующим отделом, ответственным секретарем, с 1994 г. — главный редактор газеты «Вузовские вести» Министерства образования РФ (ныне «Вузовский вестник»).
Заслуженный работник культуры РФ (1999), Почетный работник высшего профессионального образования РФ (2000).
22 октября 2015 года был удостоен дипломом Попечительского совета Бунинской премии «За подвижническую деятельность по сохранению русской культуры и развитию отечественного просвещения, за верность семейным традициям».